# Fabián Andrés González Lasso
Fabián Andrés González Lasso (* 23. November 1992 in Puerto Tejada), auch bekannt als Fabián González, ist ein kolumbianischer Fußballspieler.

## Karriere
Fabián Andrés González Lasso stand bis 2014 bei Deportivo Pasto im kolumbianischen Pasto unter Vertrag. Mit dem Verein absolvierte er sieben Spiele in der Categoría Primera A. 2015 wechselte er zum Ligakonkurrenten La Equidad nach Bogotá. Für den Verein stand er achtmal auf dem Spielfeld. Im März 2016 ging er nach Peru. Hier schloss er sich Sport Áncash an. Der Verein aus Huaraz spielte in der zweiten peruanischen Liga, der Segunda División. 20-mal stand er für Áncash in der zweiten Liga auf dem Spielfeld. 2017 verpflichtete ihn der peruanische Erstligist Ayacucho FC aus Ayacucho. Für Ayacucho absolvierte er elf Spiele in der Primera División. Ligakonkurrent Academia Deportiva Cantolao aus Callao nahm ihn im August 2017 unter Vertrag. Hier spielte er bis Ende 2018. 2019 kehrte er in seine Heimat zurück, wo er sich dem Erstligisten Millonarios FC aus Bogotá anschloss. Nach einem Jahr unterschrieb er einen Vertrag in Medellín beim Ligakonkurrenten Atlético Nacional. Für Atlético absolvierte er 15 Spiele und schoss dabei zwei Tore. Anfang 2021 zog es ihn nach Japan. Hier unterschrieb er einen Vertrag bei Júbilo Iwata. Der Verein aus Iwata spielte in der zweiten japanischen Liga, der J2 League. Ende 2021 feierte er mit Júbilo die Meisterschaft der zweiten Liga und den Aufstieg in die erste Liga. Nach nur einer Saison in der ersten Liga musste er am Ende der Saison 2022 als Tabellenletzter wieder den Weg in die zweite Liga antreten. 2023 gelang ihm mit dem Verein als Vizemeister der zweiten Liga der direkte Wiederaufstieg in die erste Liga. Nach insgesamt 52 Ligaspielen unterschrieb er im Januar 2024 einen Vertrag beim Zweitligisten Ventforet Kofu. Für Kofu bestritt er 18 Ligaspiele. Im Juli 2024 nahm ihn der Drittligist Ōmiya Ardija unter Vertrag. Am Ende der Saison 2024 feierte er mit dem Verein die Drittligameisterschaft und den Aufstieg in die zweite Liga.

## Erfolge
Júbilo Iwata
- Japanischer Zweitligameister: 2021
- Japanischer Zweitligavizemeister: 2023

Ōmiya Ardija
- Japanischer Drittligameister: 2024